# Tonantins (ort)
Tonantins är en ort längs Amazonfloden i delstaten Amazonas i nordvästra Brasilien. Den är huvudort i en kommun med samma namn och folkmängden uppgick till cirka 9 000 invånare vid folkräkningen 2010.